# FABP2
FABP2‏ (Fatty acid binding protein 2) هوَ بروتين يُشَفر بواسطة جين FABP2 في الإنسان.